# Luigi Zampa
Luigi Zampa (* 2. Januar 1905 in Rom; † 16. August 1991 ebenda) war ein wichtiger Filmregisseur des Neorealismus, der gleichwohl in Deutschland weniger bekannt wurde als dessen große Vertreter Luchino Visconti, Roberto Rossellini oder Vittorio De Sica.

## Biografie
Luigi Zampa fand nach einigen Jahren als Student zum Theater und war zunächst als Schauspieler tätig, verlegte sich aber bald auf eine Tätigkeit als Schriftsteller. Neben seiner 1932 begonnenen Ausbildung am Centro Sperimentale di Cinematografia in Rom verfasste Zampa Kurzgeschichten und Bühnenstücke. Ab 1938 war er vor allem als Drehbuchautor tätig und trat schon wenige Jahre danach auch als Regisseur in Erscheinung. Als künstlerische Höhepunkte seines Schaffens gelten die in den unmittelbaren Nachkriegsjahren entstandenen Filme In Frieden leben (im November 1951 der erstmalige gekürte „Film des Monats“ der Evangelischen Filmgilde) und Kritische Jahre, die sich mit der Mussolini-Diktatur und den darauf folgenden Jahren beschäftigten. In Zampas weiteren Regiearbeiten überwiegen routinierte Unterhaltungsstücke. Zu zeitkritischen Ansätzen fand der Regisseur mit dem Film Eine Frage der Ehre erst in den späten Jahren seines Berufslebens zurück.
Sein Film Abgeordnete Angelina wurde 1947 für den Goldenen Löwen bei den Filmfestspielen in Venedig nominiert. Ein Neffe Zampas, Giuseppe Colizzi, war ebenfalls als Regisseur tätig.

## Filmografie (Auswahl)
Drehbuch
- 1939: Mille lire al mese – Regie: Max Neufeld
- 1939: Un mare di guai – Regie: Carlo Ludovico Bragaglia
- 1939: Ho visto brillare le stelle – Regie: Enrico Guazzoni
- 1940: Skandal um Dora (Dora Nelson) – Regie: Mario Soldati
- 1940: Centomila dollari – Regie: Mario Camerini
- 1940: Tutto per la donna – Regie: Mario Soldati
- 1940: La danza dei milioni – Regie: Camillo Mastrocinque

Regie
- 1941: L'attore scomparso
- 1942: Fra' Diavolo
- 1942: C'e sempre un ma!
- 1942: Signorinette
- 1945: L'abito nero da sposa
- 1946: Un Americano in vacanza
- 1947: In Frieden leben (Vivere in Pace)
- 1947: Der Abgeordnete Angelina (L'onorevole Angelina)
- 1948: Kritische Jahre (Anni difficili)
- 1949: Alarmglocke (Campane a martello)
- 1949: Children of Chance
- 1950: Herzen kennen keine Grenzen (Cuori senza frontiere)
- 1951: È più facile che un cammello…
- 1951: Signori, in carrozza!
- 1952: Stadt ohne Moral (Processo alla città)
- 1953: Anni facili
- 1953: Wir Frauen (Siamo donne) (eine Episode)
- 1954: Die freudlose Straße (La Romana)
- 1954: Kanaille von Catania (L'arte di arrangiarsi)
- 1955: Vater, wir wollen heiraten (Ragazze d'oggi)
- 1957: Keine Schonzeit für Blondinen (La ragazza del Palio)
- 1958: Dieb hin, Dieb her (Ladro lui, ladra lei)
- 1959: Menschen, die im Schatten stehen (Il magistrato)
- 1960: Der Schutzmann (Il vigile)
- 1962: Gli anni ruggenti
- 1964: Verrückter Sommer (Frenesia dell'estate)
- 1966: Eine Frage der Ehre (Una questione d'onore)
- 1966: Unsere Ehemänner (I nostri mariti)
- 1967: Ladies, Ladies (Le dolci signore)
- 1968: Il medico della mutua
- 1970: Contestazione generale
- 1971: Bello, onesto, emigrato Australia sposerebbe compaesana illibata
- 1973: Die weiße Mafia (Bisturi, la mafia bianca)
- 1975: Werkzeug der Mächtigen (Gente di rispetto)
- 1977: Im Dienste eines Monsters (Il mostro)
- 1979: Wilde Betten – Lippenstift-Tigerinnen (Letti selvaggi)

## Belege
1. ↑  Kay Weniger: Das große Personenlexikon des Films. Die Schauspieler, Regisseure, Kameraleute, Produzenten, Komponisten, Drehbuchautoren, Filmarchitekten, Ausstatter, Kostümbildner, Cutter, Tontechniker, Maskenbildner und Special Effects Designer des 20. Jahrhunderts. Band 8: T – Z. David Tomlinson – Theo Zwierski. Schwarzkopf & Schwarzkopf, Berlin 2001, ISBN 3-89602-340-3, S. 509.

| Personendaten    | Personendaten               |
| ---------------- | --------------------------- |
| NAME             | Zampa, Luigi                |
| KURZBESCHREIBUNG | italienischer Filmregisseur |
| GEBURTSDATUM     | 2. Januar 1905              |
| GEBURTSORT       | Rom                         |
| STERBEDATUM      | 16. August 1991             |
| STERBEORT        | Rom                         |